# Eddie Alvarez
Edward "Eddie" Alvarez, född 11 januari 1984 i Philadelphia, är en amerikansk MMA-utövare som 2014–2018 tävlade i organisationen Ultimate Fighting Championship där han mellan juli 2016 och november 2016 var mästare i lättvikt. Alvarez var tidigare mästare i lättvikt i Bellator MMA.

## Tävlingsfacit
| Resultat | Facit    | Motståndare        | Metod                                 | Evenemang                              | Datum             | Rond | Tid  | Plats            | Notering                          |
| -------- | -------- | ------------------ | ------------------------------------- | -------------------------------------- | ----------------- | ---- | ---- | ---------------- | --------------------------------- |
| Förlust  | 29–7 (1) | Timofey Nastuykhin | TKO (slag)                            | One Championship - A New Era           | 31 mars 2019      | 1    | 4:05 | Tokyo            |                                   |
| Förlust  | 29–6 (1) | Dustin Poirier     | TKO (slag)                            | UFC on Fox: Alvarez vs. Poirier 2      | 28 juli 2018      | 2    | 4:05 | Calgary          |                                   |
| Vinst    | 29–5 (1) | Justin Gaethje     | TKO (knä och slag)                    | UFC 218                                | 2 december 2017   | 3    | 3:59 | Detroit          |                                   |
| NC       | 28–5 (1) | Dustin Poirier     | No Contest                            | UFC 211                                | 13 maj 2017       | 2    | 4:12 | Dallas           |                                   |
| Förlust  | 28–5     | Conor McGregor     | TKO (slag)                            | UFC 205                                | 12 november 2016  | 2    | 3:04 | New York         | Förlorade titeln i lättvikt.      |
| Vinst    | 28–4     | Rafael dos Anjos   | TKO (slag)                            | UFC Fight Night: dos Anjos vs. Alvarez | 7 juli 2016       | 1    | 3:49 | Las Vegas        | Blev UFC-mästare i lättvikt.      |
| Vinst    | 27–4     | Anthony Pettis     | Domslut (delat)                       | UFC Fight Night: Dillashaw vs. Cruz    | 17 januari 2016   | 3    | 5:00 | Boston           |                                   |
| Vinst    | 26–4     | Gilbert Melendez   | Domslut (delat)                       | UFC 188                                | 13 juni 2015      | 3    | 5:00 | Mexico City      |                                   |
| Förlust  | 25–4     | Donald Cerrone     | Domslut (enhälligt)                   | UFC 178                                | 27 september 2014 | 3    | 5:00 | Las Vegas        |                                   |
| Vinst    | 25–3     | Michael Chandler   | Domslut (delat)                       | Bellator 106                           | 2 november 2013   | 5    | 5:00 | Long Beach       | Blev Bellator-mästare i lättvikt. |
| Vinst    | 24–3     | Patricky Freire    | KO (spark och slag)                   | Bellator 76                            | 12 oktober 2012   | 1    | 4:54 | Windsor          |                                   |
| Vinst    | 23–3     | Shinya Aoki        | TKO (slag)                            | Bellator 66                            | 20 april 2012     | 1    | 2:14 | Cleveland        |                                   |
| Förlust  | 22–3     | Michael Chandler   | Submission (rear-naked choke)         | Bellator 58                            | 19 november 2011  | 4    | 3:06 | Hollywood        | Förlorade titeln i lättvikt.      |
| Vinst    | 22–2     | Pat Curran         | Domslut (enhälligt)                   | Bellator 39                            | 2 april 2011      | 5    | 5:00 | Uncasville       | Försvarade titeln i lättvikt.     |
| Vinst    | 21–2     | Roger Huerta       | TKO (matchläkaren avbryter)           | Bellator 33                            | 21 oktober 2010   | 2    | 5:00 | Philadelphia     |                                   |
| Vinst    | 20–2     | Josh Neer          | Teknisk submission (rear-naked choke) | Bellator 17                            | 6 maj 2010        | 2    | 2:08 | Boston           |                                   |
| Vinst    | 19–2     | Katsunori Kikuno   | Submission (arm-triangle choke)       | Dream 12                               | 25 oktober 2009   | 2    | 3:42 | Osaka            |                                   |
| Vinst    | 18–2     | Toby Imada         | Submission (rear-naked choke)         | Bellator 12                            | 19 juni 2009      | 2    | 0:38 | Hollywood        | Blev Bellator-mästare i lättvikt. |
| Vinst    | 17–2     | Eric Reynolds      | Submission (rear-naked choke)         | Bellator 5                             | 1 maj 2009        | 3    | 1:30 | Dayton           |                                   |
| Vinst    | 16–2     | Greg Loughran      | Submission (giljotin)                 | Bellator 1                             | 3 april 2009      | 1    | 2:44 | Hollywood        |                                   |
| Förlust  | 15–2     | Shinya Aoki        | Submission (heel hook)                | Dynamite!! Power of Courage 2008       | 31 december 2008  | 1    | 1:32 | Saitama          |                                   |
| Vinst    | 15–1     | Tatsuya Kawajiri   | TKO (slag)                            | Dream 5                                | 21 juli 2008      | 1    | 7:35 | Osaka            |                                   |
| Vinst    | 14–1     | Joachim Hansen     | Domslut (enhälligt)                   | Dream 3                                | 11 maj 2008       | 2    | 5:00 | Saitama          |                                   |
| Vinst    | 13–1     | Andre Amade        | TKO (slag)                            | Dream 1                                | 15 mars 2008      | 1    | 6:47 | Saitama          |                                   |
| Vinst    | 12–1     | Ross Ebanez        | TKO (slag)                            | ShoXC: Elite Challenger Series         | 25 januari 2008   | 2    | 2:32 | Atlantic City    |                                   |
| Vinst    | 11–1     | Matt Lee           | Domslut (enhälligt)                   | Bodog Fight: Alvarez vs. Lee           | 14 juli 2007      | 3    | 5:00 | Trenton          |                                   |
| Förlust  | 10–1     | Nick Thompson      | TKO (slag)                            | Bodog Fight: Clash of the Nations      | 14 april 2007     | 2    | 4:32 | Sankt Petersburg |                                   |
| Vinst    | 10–0     | Scott Henze        | TKO (hörnan avbryter)                 | Bodog Fight: Costa Rica Combat         | 16 februari 2007  | 1    | 4:13 | Costa Rica       |                                   |
| Vinst    | 9–0      | Aaron Riley        | KO (slag)                             | Bodog Fight: USA vs. Russia            | 2 december 2006   | 1    | 1:05 | Vancouver        |                                   |
| Vinst    | 8–0      | Hidenobu Koike     | TKO (slag)                            | MARS 4: New Deal                       | 26 augusti 2006   | 1    | 1:26 | Tokyo            |                                   |
| Vinst    | 7–0      | Derrick Noble      | KO (slag)                             | MFC: USA vs. Russia 3                  | 3 juni 2006       | 1    | 1:01 | Atlantic City    |                                   |
| Vinst    | 6–0      | Daisuke Hanazawa   | TKO (slag)                            | Euphoria: USA vs. Japan                | 5 november 2005   | 1    | 4:00 | Atlantic City    |                                   |
| Vinst    | 5–0      | Danil Veselov      | TKO (slag)                            | Euphoria: USA vs. Russia               | 14 maj 2005       | 2    | 2:15 | Atlantic City    |                                   |
| Vinst    | 4–0      | Seichi Ikemoto     | TKO (slag)                            | Euphoria: USA vs. World                | 26 februari 2005  | 2    | 1:25 | Atlantic City    |                                   |
| Vinst    | 3–0      | Chris Schlesinger  | Submission (slag)                     | Reality Fighting 7                     | 16 oktober 2004   | 1    | 1:00 | Atlantic City    |                                   |
| Vinst    | 2–0      | Adam Fearon        | Submission (slag)                     | Ring of Combat 6                       | 24 april 2004     | 1    | 2:06 | Elizabeth        |                                   |
| Vinst    | 1–0      | Anthony Ladonna    | KO (slag)                             | Ring of Combat 5                       | 14 december 2003  | 1    | 3:57 | Elizabeth        |                                   |